# Грінбуш (Мен)
Грінбуш (англ. Greenbush) — місто (англ. town) в США, в окрузі Пенобскот штату Мен. Населення — 1444 особи (2020).

## Демографія
Згідно з переписом 2010 року, у місті мешкала 1491 особа в 602 домогосподарствах у складі 406 родин. Було 725 помешкань
Расовий склад населення:
| - 94,2 % — білих - 2,0 % — корінних американців - 0,3 % — чорних або афроамериканців - 0,3 % — азіатів |

До двох чи більше рас належало 3,3 %. Частка іспаномовних становила 0,3 % від усіх жителів.
За віковим діапазоном населення розподілялося таким чином: 23,1 % — особи молодші 18 років, 67,9 % — особи у віці 18—64 років, 9,0 % — особи у віці 65 років та старші. Медіана віку мешканця становила 40,2 року. На 100 осіб жіночої статі у місті припадало 98,5 чоловіків;  на 100 жінок у віці від 18 років та старших — 99,3 чоловіків також старших 18 років.
Середній дохід на одне домашнє господарство  становив 54 014 долари США (медіана — 42 417), а середній дохід на одну сім'ю — 61 654 долари (медіана — 47 891). Медіана доходів становила 35 313 долари для чоловіків та 32 222 долари для жінок. За межею бідності перебувало 19,4 % осіб, у тому числі 17,3 % дітей у віці до 18 років та 10,1 % осіб у віці 65 років та старших.
Цивільне працевлаштоване населення становило 615 осіб. Основні галузі зайнятості: освіта, охорона здоров'я та соціальна допомога — 19,5 %, роздрібна торгівля — 15,1 %, виробництво — 11,9 %, будівництво — 10,9 %.